# Ребане Любов Олександрівна
Любов Олександрівна Ребане (уродж. Шагалова) (06.09.1929, Ленінград — 13.06.1991, Таллінн) — радянський фізик, лауреат Державної премії СРСР (1986). Перша в Естонії жінка — доктор фізико-математичних наук (1973).

## Життєпис
Закінчила ЛДУ (1952). Там також у 1961 р. захистила дисертацію на здобуття наукового ступеня кандидата фізико-математичних наук на тему «Взаємний зв'язок концентраційного і температурного гасіння люмінесценції в деяких лужногалогенових кристалофосфорах».
У 1955 році виїхала з чоловіком до Естонії, працювала асистентом у Тартуському університеті.
У 1964—1981 рр. — старший науковий співробітник, зав. сектором спектроскопії кристалів Інституту фізики АН Естонської РСР.
З 1981 р. працювала в ІХБФАН ЕРСР. Одночасно, з 1980 р., — професор Тартуського університету. 
Лауреат Державної премії СРСР (1986, у складі колективу) — за цикл робіт «Фотовипалювання стабільних спектральних провалів і селективна спектроскопія складних молекул» (1972—1984).
Померла від раку 13 червня 1991 року.

## Сім'я
Чоловік — Карл Ребане, президент Академії наук Естонії. Діти — Олександр (Aleksander K. Rebane) та Інна (Inna Rebane), фізики.